# 復員輸送艦

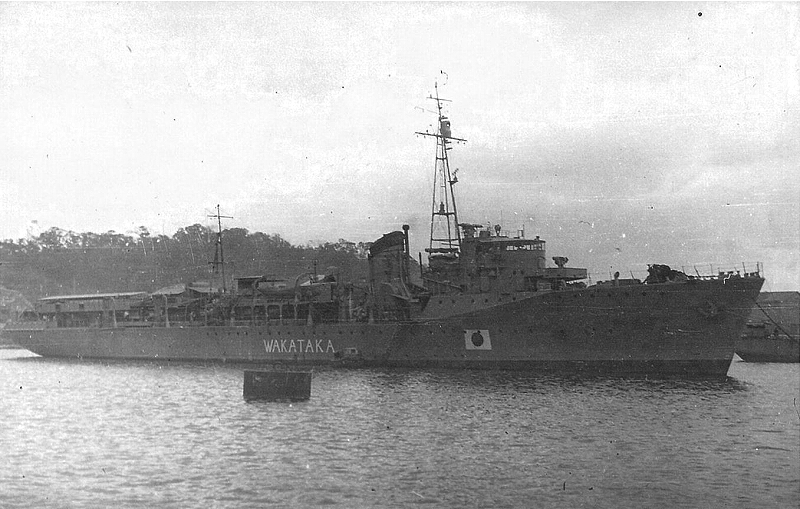
復員輸送艦となった元敷設艦「若鷹」（1947年）。兵装が撤去され、識別用の日章旗と艦名のローマ字表記が書かれている。

復員輸送艦（ふくいんゆそうかん）は、太平洋戦争終結後、海外に残された日本人を本土に帰還させるために使用された艦船のこと。復員輸送船とも言われる。正確には第二復員省の特別輸送艦/特別輸送船に指定された艦船を指すが、一般には復員輸送艦（船）または単に復員船と言われている。

## 概要
大戦終結後、アジア各地や太平洋の島々には、約600万人以上の軍人、軍属、民間人が残されており、彼らの日本への帰還は急務の問題だった。任務には客船を充てるのが最良であったが、当時の日本の商船は戦時中の徴用や、それに伴う任務中の撃沈・沈没でほぼ壊滅状態であったので、大日本帝国海軍に所属していた艦艇のうち航行可能なものに加え、アメリカ海軍から供与されたリバティ船、LST各100隻も動員された。
旧海軍艦艇に関しては兵装を撤去したうえ、上甲板の空いた場所に仮設の居住区やトイレを設けて使用された。例えば丙型海防艦では、便乗者443人収容、復員艦中最大の艦船であった空母葛城の場合は、格納庫を改造して1回に約5,000人が収容できた。
復員輸送は1945年（昭和20年）9月26日、第一次復員船として「高砂丸」が西カロリン諸島（ウォレアイ環礁）から1700人を乗せて別府港へ帰港したことを皮切りに同年10月から本格化。翌1946年（昭和21年）春から8月がピークとなった。その後は艦船数を徐々に減らしつつ、1947年（昭和22年）夏ごろまで続けられた。任務中に座礁などの事故で喪失した艦は、第20号輸送艦、第116号輸送艦、海防艦「国後」、駆逐艦「神風」、雑役船「光済」がある。
また、復員輸送に用いられた艦艇の多くは、戦時中の酷使に加え、乗員を十分に確保できない中で輸送に従事しており、修理・整備が行き届かず、任務中の不具合も多発した。復員輸送の到着港が横須賀や佐世保、舞鶴等の旧軍港周辺であった頃は不十分ながら修理も行われたが、旧軍港から離れた博多や鹿児島などの港が到着港となると一層修理・整備が困難となるため、対策として、船体や主機械の損傷により航行不能の残存艦艇のうち、主缶と発電機などの主要補機が使用可能な艦艇を復員輸送艦に指定のうえ、これらの到着港に係留し、他の復員輸送艦の修理・整備を行う定係工作艦として使用した。このような艦艇は、巡洋艦「北上」、第174号輸送艦などがある。
任務を終了した艦船のうち、軍艦の多くは解体された。航行可能な駆逐艦以下の小艦艇は仮設設備を撤去のうえ特別保管艦となり、呉港などに係留保管、後に連合国に引き渡されている。一部の小型艦は運輸省に移管され中央気象台の気象観測船などとして戦後も日本国内で運用された。少数ながら「宗谷」のように復員輸送任務中に船舶運営会に移管され民間の引揚船として運用された例もある(後に海上保安庁に移籍)。

## 復員輸送艦船一覧

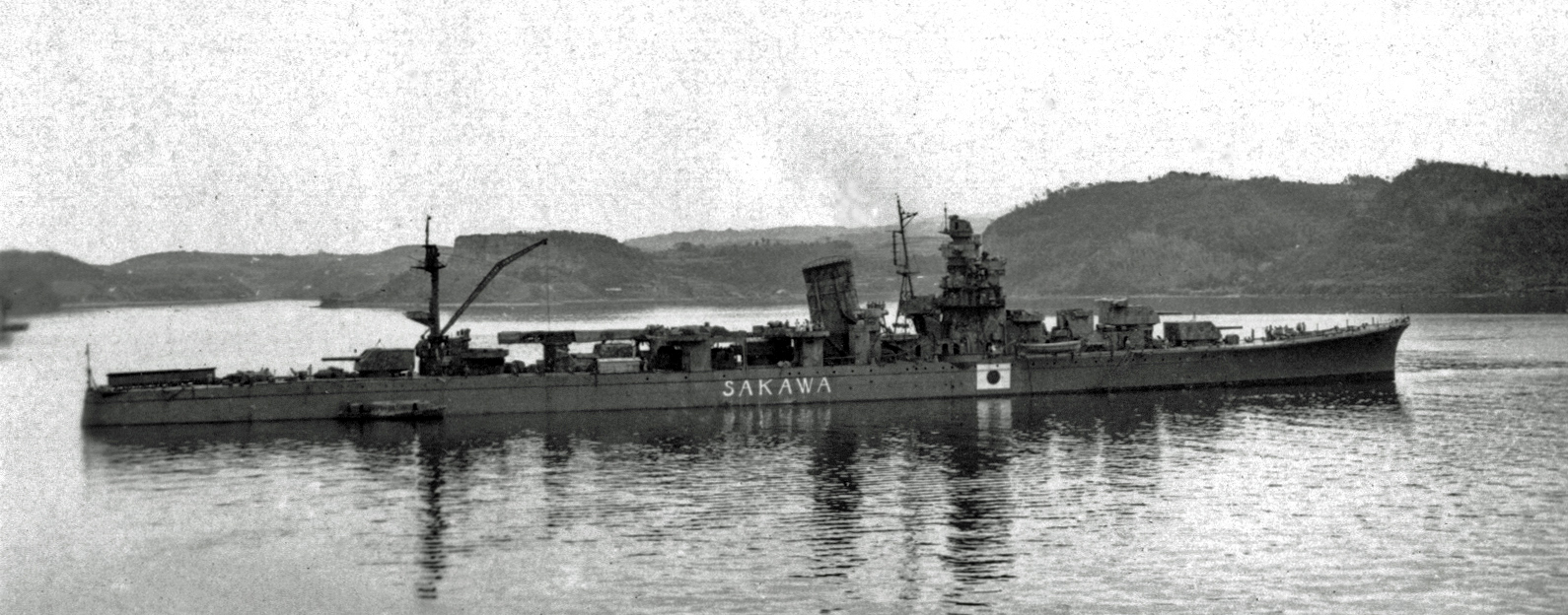
復員輸送艦となった「酒匂」（1945年10月15日）。艦体の側面に日章旗とローマ字表記が書かれた。主砲はそのままだが、機銃や探照灯は撤去されている。

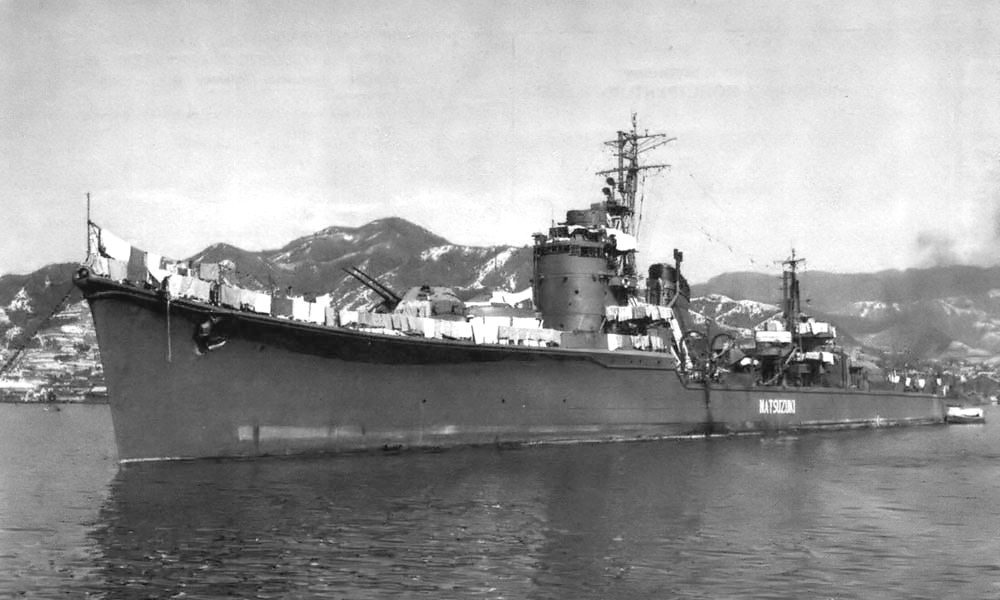
復員輸送艦となった「夏月」（1945年）。2番砲塔が撤去され、側面にローマ字表記が書かれてある。対空用の21号電探は撤去されているが、対水上用の22号電探はそのままになっている。

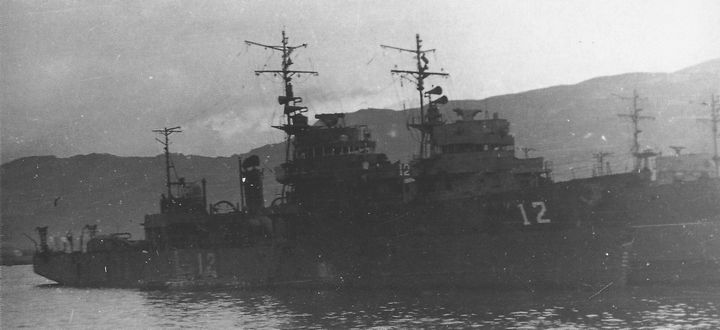
復員輸送艦となった「第十二号海防艦」（1945年）。艦名が無い海防艦は、艦体に数字が書かれた艦もあった。

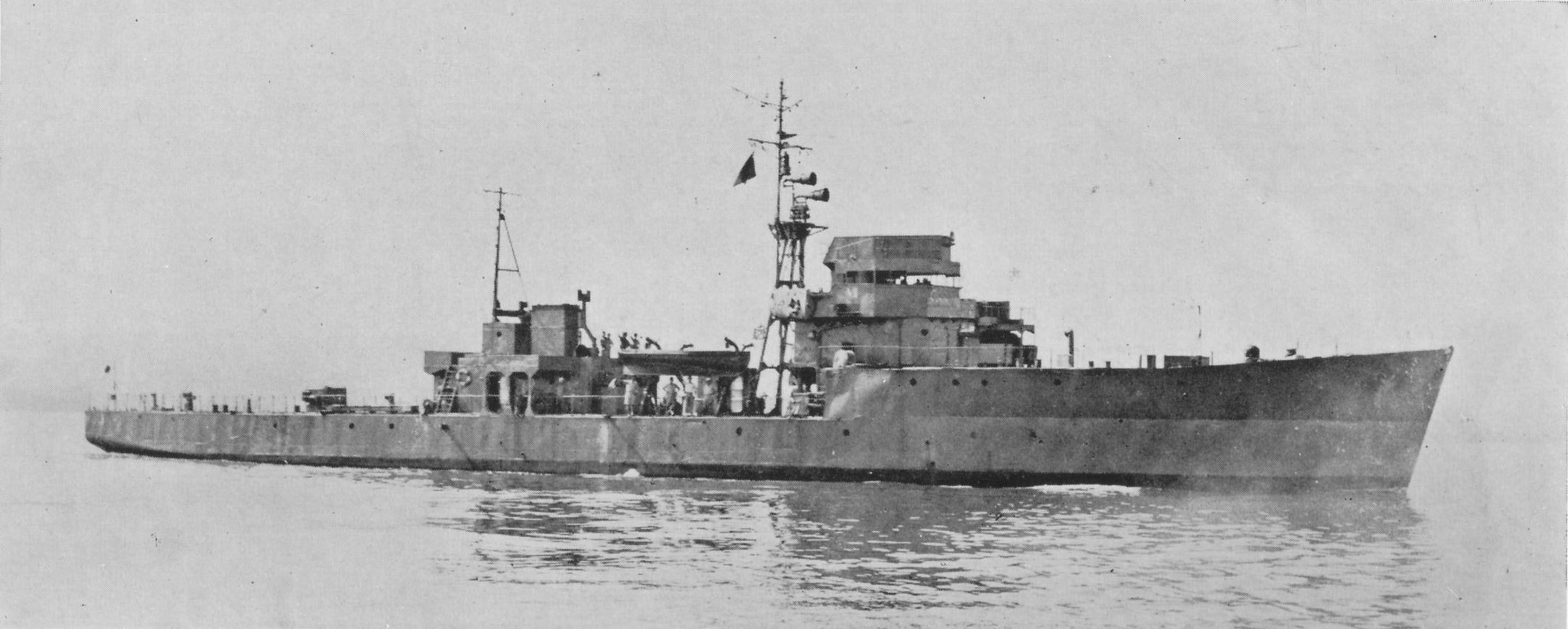
復員輸送艦としてナホトカに向かう「第七十九号海防艦」（1947年7月26日）。兵装や13号電探が撤去されている。

復員輸送に使用された艦船（*は戦後完成の艦船）
- 航空母艦 : 鳳翔、葛城
- 巡洋艦 : 八雲、鹿島、酒匂[6]
- 潜水母艦 : 長鯨
- 敷設艦 : 若鷹、箕面
- 駆逐艦
  - 峯風型 : 夕風、汐風、波風
  - 神風型 : 神風
  - 吹雪型 : 響
  - 陽炎型 : 雪風
  - 秋月型 : 春月、宵月[7]、夏月、花月
  - 松型、橘型 : 竹、桐[7]、杉、槇、椎、榧、楓、蔦、欅、樺、萩、菫、楠、樫、柿、初桜、初梅、雄竹
  - 樅型 : 蓮[7]
- 海防艦
  - 占守型 : 占守、国後
  - 択捉型 : 択捉、隠岐、対馬、福江
  - 御蔵型 : 三宅、倉橋[8]、屋代[8]
  - 日振型 : 生名[9]、四阪、波太
  - 鵜来型 : 鵜来[9]、奄美、新南[9]、羽節、竹生[9]、神津[8]、宇久、高根[7]、保高、生野、志賀[10]、伊王、金輪
  - 第1号型 : 第27, 37, 49[8], 55, 57, 59, 67, 71, 79, 81, 85, 87, 97[10], 105*,107*, 205, 207, 215, 217[10], 221, 227号
  - 第2号型 : 第8, 12[10], 14, 16, 22[10], 26[11], 32, 34, 36, 40[11], 44, 48[8], 52, 58*, 60, 76[8], 77[8], 78*, 102[11], 104[10], 106, 116*, 118, 126, 132, 142*, 150, 154[10], 156[11], 158, 160, 192, 194, 196, 198号
- 輸送艦
  - 第1号型 : 第9, 13, 16, 19, 20号
  - 第101号型 : 第110, 137, 147, 172号
- 鴻型水雷艇 : 雉
- 掃海艇
  - 第19号型 : 第21, 23[8]号
  - 第101号型 : 第102号[8]
- 駆潜艇
  - 第4号型 ： 第9号
  - 第13号型 ： 第15[7], 21, 23[7]号
  - 第28号型 ： 第38[10], 44[7], 47, 49, 51[7], 60号
- 敷設艇
  - 測天型 ：巨済
  - 平島型 ：石埼[8]、済州
  - 神島型 ： 神島、粟島*
- 雑用艦 : 宗谷
- 杵埼型給糧艦 : 荒埼、早埼、白埼
- 標的艦 : 波勝
- 測天型敷設特務艇 : 加徳、黒島、黒神[8]、片島[8]、鷲埼
- 第一号型駆潜特務艇 : 第1[12], 4[12], 27[12], 57[12], 58[12], 64[12], 71[12], 78[12], 80[12], 89[13], 154[12], 155[12], 157[12], 158[13], 159[12], 161[12], 162[12], 164[12], 166[12], 168[12], 169[12], 173[12], 175[12], 179[12], 181[12], 183[12], 184[14], 185[12], 186[12], 187[12], 194[12], 196[12], 198[12], 203[12], 212[15], 217[12], 219[12], 227[12], 232[12], 234[13], 236[12], 239[12], 245[12], 247[13], 250[13]号
- 第一号型掃海特務艇 : 第11[8], 12[8], 13[8], 14[8], 16[16], 17[8], 18[8], 19, 20, 21[8], 22[8]号[17]
- 第一号型哨戒特務艇 : 第3[18], 26[18], 32[19], 64[20], 85号[21]
- 雑役船 : 光済、栗橋、津久茂、公称第1182[18], 1648[18]号
- 特設運送艦船 : 筑紫丸、千歳丸、長運丸、室津丸
- 特設軍艦 : 高栄丸、第二号新興丸
- 特設病院船 : 氷川丸、高砂丸、菊丸
- 特設特務艇 : 第三日正丸、紀進丸、長江丸、大西丸
- その他特設運送船など : 早鞆丸[7]、龍平丸[7]、田村丸[7]、朝嵐丸、輝山丸、大安丸、辰珠丸、治靖丸、大栄丸、ぼごた丸、菫丸
- 陸軍機動艇
  - SS艇 : SS第7[22], 12[23], 18[23], 19[23]号
  - SB艇 : SB第109[22], 114[24]号

復員輸送艦に指定されたが、使用されなかった艦艇
- 巡洋艦「北上」 : 機関の損傷で航行不能となったが、その他機器類は使用可能であったため、鹿児島港において定係工作艦として使用される[4]。
- 駆逐艦「冬月」 : 終戦直後に触雷し艦尾切断により航行不能となっていたため、門司港において掃海艇に対する定係工作艦として使用される[4]。
- 第97号海防艦* : 戦後竣工したが主機不良のため定係工作艦として使用される[25]。
- 第174号輸送艦[26] : 主機械損傷により航行不能であったが、主缶と発電機などの主要補機は使用可能であったため、博多港において定係工作艦として使用される[4][27]。
- 砕氷艦「大泊」 : 機関の不調のため復員輸送に使用せず、そのまま解体[25]。

復員輸送艦として戦後に建造を再開したが、竣工に至らなかった艦艇
- 第62号海防艦 : 艤装前に原因不明の浸水により沈没。
- 海防艦「蔚美」「室津」 : 戦後に工事再開の許可を得て特別輸送艦となるが、復員が予想以上に進んだことで需要がなくなり、工事を再開することなく解体。

残存したが復員輸送艦に指定されなかった艦艇

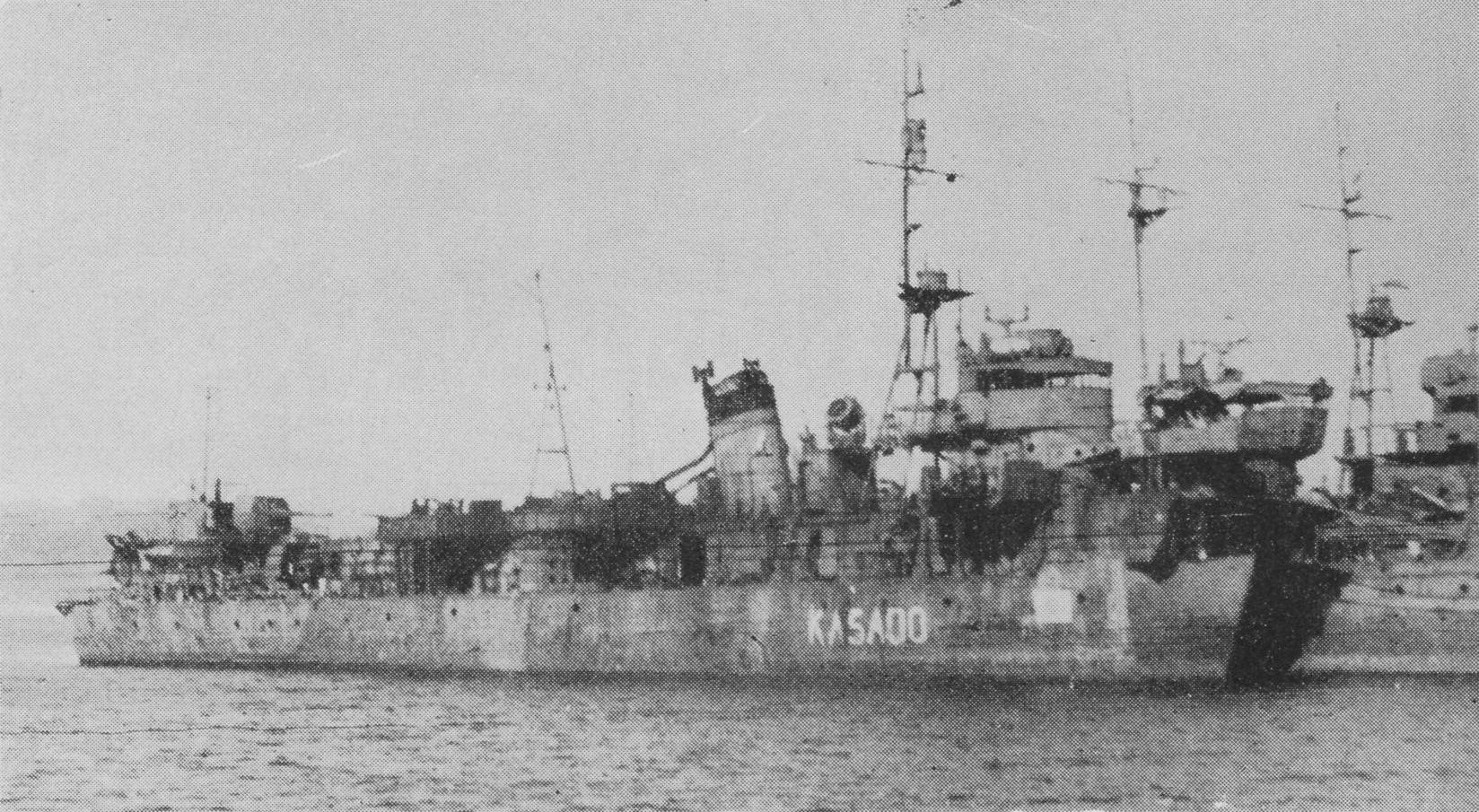
佐世保で係留される「笠戸」（1947年）。復員輸送艦としての塗装が施されているが、運航されることは無かった。

- 戦艦「長門」 : 戦艦で唯一航行可能な状態で残存したが、1946年にアメリカ軍の原爆実験の標的艦として使用され沈没。
- 空母「隼鷹」 : 空襲をほぼ受けることなく終戦を迎えたが、機関室の修理が十分でなく外洋航行不能であったため、そのまま解体。
- 空母「龍鳳」 : 末期は防空砲台として使用されたが、船体の損傷が大きかった為、そのまま解体。
- 空母「伊吹」「笠置」「生駒」「阿蘇」: 戦時中に建造中止となり、戦後に解体。
- 駆逐艦「潮」 : 行動不能の状態で終戦を迎えた。9月に除籍となり、1948年に解体。
- 駆逐艦「澤風」 :無傷で終戦を迎えた。 船体は福島県の小名浜港で防波堤に転用された。
- 海防艦「粟国」「笠戸」 : いずれも艦首を切断しており、仮設艦首を取り付けた状態（「粟国」はさらに機関部品の一部を転用して行動不能）で終戦。行動不能艦艇（特）に指定されて係留後、1948年に解体。
- 海防艦「八丈」 : 艦首を切断した中破状態で修理中に終戦。艦体に亀裂が入るなど状態が悪く、行動不能艦艇（特）に指定されて係留後、1947-1948年に解体。
- 海防艦「大津」 : 約8割完成した状態で終戦。空襲時に損傷しており、1946年2月17日に暴風のため浸水し転覆したため、行動不能艦艇（特）に指定。1947-48年に解体。
- 第六十四号哨戒特務艇 : 約99%完成した状態で終戦。行動不能艦艇（特）に指定され、漁船として改装された。
- 標的艦「矢風」  :空襲を受けたがすぐに修理され終戦。 係留されていたが浸水により着底。1948年7月から9月にかけて解体。
- 標的艦「大指」 : 約95%完成した状態で建造中止となった状態で終戦。1946年3月6日に触雷漂流して、係留中の「山汐丸」に衝突し沈没。行動不能艦艇（特）に指定され、後に解体。